# Hochstetten-Dhaun
Hochstetten-Dhaun is een plaats in de Duitse deelstaat Rijnland-Palts, en maakt deel uit van de Landkreis Bad Kreuznach.
Hochstetten-Dhaun telt 1.634 inwoners.

## Bestuur
De plaats is een Ortsgemeinde en maakt deel uit van de Verbandsgemeinde Kirn-Land.

## Geschiedenis
Het slot Dhaun was het centrum van het wildgraafschap Dhaun, dat in handen kwam van een tak van het huis Salm, die zich dan Salm-Dhaun noemde.